# Lepiderema
Lepiderema es un género perteneciente a la familia Sapindaceae, con ocho especies de plantas de flores, nativas de Australia y nueva Guinea. 

## Especies seleccionadas
- Lepiderema hirsuta
- Lepiderema ixiocarpa
- Lepiderema largiflorens
- Lepiderema melanorrhachis
- Lepiderema papuana
- Lepiderema pulchella
- Lepiderema punctulata
- Lepiderema sericolignis